# Phú Ninh (huyện)
Phú Ninh là một huyện thuộc tỉnh Quảng Nam, Việt Nam.

## Địa lý
Phú Ninh là một huyện đồng bằng nằm ở phía đông tỉnh Quảng Nam, có vị trí địa lý:
- Phía đông giáp thành phố Tam Kỳ và huyện Núi Thành
- Phía tây giáp huyện Tiên Phước
- Phía nam giáp huyện Bắc Trà My
- Phía bắc giáp huyện Thăng Bình.

Huyện Phú Ninh có diện tích 251,47 km², dân số năm 2019 là 77.204 người, mật độ dân số đạt 307 người/km².

## Hành chính

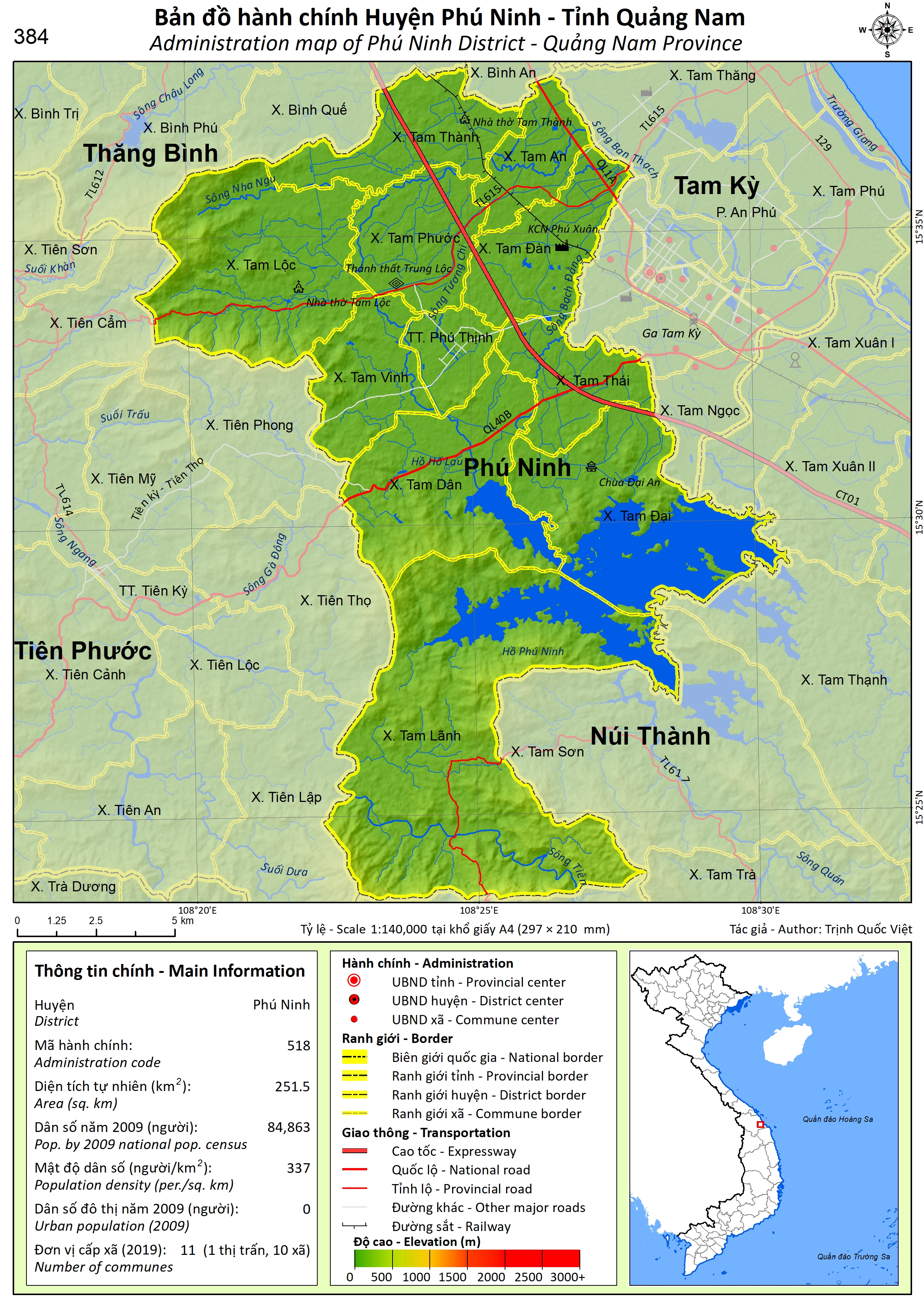
Bản đồ hành chính Huyện Phú Ninh

Huyện Phú Ninh có 10 đơn vị hành chính cấp xã trực thuộc, bao gồm thị trấn Phú Thịnh (huyện lỵ) và 9 xã: Tam An, Tam Đại, Tam Dân, Tam Đàn, Tam Lãnh, Tam Lộc, Tam Phước, Tam Thái, Tam Thành.

## Lịch sử
Trước năm 2005, địa bàn huyện Phú Ninh ngày nay là một phần thị xã Tam Kỳ cũ.
Phú Ninh vốn là tên một làng nằm ven sông Tam Kỳ thuộc tổng Phước Lợi, phủ Tam Kỳ, tỉnh Quảng Nam trước kia (nay là thôn Phú Ninh, xã Tam Ngọc, thành phố Tam Kỳ). Năm 1977, chính quyền tỉnh Quảng Nam – Đà Nẵng khởi công xây dựng công trình thủy lợi với đập nhân tạo chặn dòng sông Tam Kỳ gần thôn Phú Ninh, nên đập và hồ chứa thủy lợi hình thành được đặt tên Phú Ninh theo thôn này. Hồ Phú Ninh được khánh thành và đưa vào sử dụng năm 1986, có chức năng cung cấp nước tưới cho 23.000 ha đất nông nghiệp thuộc 4 huyện Quế Sơn, Thăng Bình, Tam Kỳ, Núi Thành.
Ngày 5 tháng 1 năm 2005, Chính phủ ban hành Nghị định 01/2005/NĐ-CP. Theo đó, thành lập huyện Phú Ninh trên cơ sở tách toàn bộ diện tích và dân số của 10 xã: Tam An, Tam Đại, Tam Dân, Tam Đàn, Tam Lãnh, Tam Lộc, Tam Phước, Tam Thái, Tam Thành và Tam Vinh thuộc thị xã Tam Kỳ.
Khi mới thành lập, huyện có 10 xã nói trên. Huyện lỵ đặt tại xã Tam Vinh.
Ngày 21 tháng 12 năm 2009, thành lập thị trấn Phú Thịnh (thị trấn huyện lỵ huyện Phú Ninh) trên cơ sở điều chỉnh 648 ha diện tích tự nhiên và 4.793 người của xã Tam Vinh.
Ngày 1 tháng 1 năm 2025, sáp nhập xã Tam Vinh vào thị trấn Phú Thịnh.
Huyện Phú Ninh có 1 thị trấn và 9 xã như hiện nay.

## Kinh tế
Ngành nghề chính của dân trong xã là nghề nông thuần túy, bên cạnh đó là các nghề phụ khác.
Phú Ninh cũng là tên gọi của một công trình thủy lợi, thủy điện và một khu du lịch sinh thái của huyện.
Xã Tam Phước là một trong 11 xã của cả nước được Ban chỉ đạo trung ương chọn để xây dựng mô hình xã điểm nông thôn mới, đại diện cho khu vực Duyên hải miền Trung.

## Văn hóa - du lịch
Hồ Phú Ninh thuộc xã Tam Lãnh, Tam Dân và Tam Đại với diện tích 36 km² và là địa danh nổi tiếng với các dịch vụ du lịch. Trong đó, xã Tam Lãnh đặc biệt hơn là nơi toạ lạc của mỏ vàng Bồng Miêu là một trong những mỏ vàng lớn của Việt Nam.
Khi bạn đến thăm Phú Ninh, bạn sẽ cảm nhận được sự ưu ái nồng nàn và sự đón khách nhiệt tình của người dân ở đây.
Phú Ninh có nhiều điểm du lịch tiêu biểu như: thác Ào Ào (Tam Lộc), Tháp Chiên Đàn (Tam An), Hồ Phú Ninh (Tam Đại và Tam Lãnh), Núi Đá Ngựa (Tam Thành),...

## Giao thông
Trên địa bàn huyện chỉ có 2 xã là Tam An và Tam Đàn có Quốc lộ 1 đi qua.
Ngoài ra còn có đường cao tốc Đà Nẵng - Quảng Ngãi chạy qua phía đông huyện song song với Quốc lộ 1 và các tỉnh lộ 615, 616 và 617 chạy qua phía bắc, trung tâm và phía nam huyện. Huyện cũng có Đường sắt Bắc - Nam đi qua, có Quốc lộ 40B nối liền cửa khẩu Bờ Y (tỉnh Kon Tum) và vùng kinh tế động lực của tỉnh Quảng Nam.

## Người nổi tiếng
- Nhà chí sĩ Phan Châu Trinh